# Trattato di Zamora
Il trattato di Zamora fu l'atto che sancì l'indipendenza della Contea del Portogallo dal Regno di Castiglia e León e l'inizio della dinastia dei Borgogna sul paese iberico. Fu siglato dal conte Alfonso Henriques (che così divenne il primo re del Portogallo con il nome di Alfonso I) e il suo cugino, re Alfonso VII di León, il 5 ottobre 1143 nella città spagnola di Zamora (nel Leonese).
Vittorioso nella battaglia di Ourique del 1139 contro gli Almoravidi, il conte Alfonso Henriques, signore della contea del Portogallo beneficiò dell'azione sviluppata dall'arcivescovo di Braga, Don João Peculiar, al fine di fondare il nuovo regno. Fu quest'ultimo a condurre i due regnanti a Zamora il 4 e il 5 ottobre 1143 e alla presenza del legato pontificio, cardinale Guido da Vico. Il re Alfonso VII di León riconobbe l'indipendenza del Portogallo e il titolo di re al cugino Alfonso Henriques, che in cambio gli riconobbe la signoria di Astorga. Il riconoscimento del titolo regale venne successivamente confermato ufficialmente dalla Santa Sede nella persona di papa Alessandro III quarant'anni dopo con la bolla Manifestis Probatum. In riconoscenza il re del Portogallo si dichiarò vassallo della Santa Sede, impegnandosi a versare una somma a titolo di censo annuale.
Il trattato di Zamora revocò quello di Tui, stipulato nell'omonima cittadina Galiziana nel 1137.